# Leiopsammodius freyi
Leiopsammodius freyi är en skalbaggsart som beskrevs av Rudolph Petrovitz 1961. Leiopsammodius freyi ingår i släktet Leiopsammodius och familjen Aphodiidae. Inga underarter finns listade i Catalogue of Life.